# Kálium-cianid
A kálium-cianid (régies nevén ciánkáli; képlete: KCN) egy fehér színű, kristályos, szervetlen vegyület, a hidrogén-cianid káliumsója. Vízben jól oldódik, 100 g vízben 71,6 g oldódik fel teljesen. Higroszkópos vegyület, levegőn elfolyósodik. Az aranybányászatban és szerves kémiai szintéziseknél alkalmazzák. Erős méreg, amely halált okoz.

## Kémiai tulajdonságai
Vizes oldatban hidrolizál, emiatt az oldat erősen lúgos kémhatású. A levegő nedvessége és szén-dioxidja hatására hidrogén-cianid szabadul fel belőle. Emiatt keserűmandulára emlékeztető szaga van.
{\displaystyle \mathrm {2\ KCN+H_{2}O+CO_{2}\rightarrow 2\ HCN+K_{2}CO_{3}} }
Víz hatására lassan a hangyasav káliumsójává (kálium-formiáttá) alakul.
{\displaystyle \mathrm {KCN+2\ H_{2}O\rightarrow HCOOK+NH_{3}} }
Ha levegőn hevítik, oxidálódik. Ha kénnel olvasztják össze, kálium-tiocianáttá alakul. A kálium-cianid oldat számos fémet, például az aranyat és az ezüstöt komplex cianidok képződése közben oldja.

## Élettani hatása
A kálium-cianid igen erős méreg, a sejtlégzést bénítja. A bőrre kerülve fekélyeket okozhat. Súlyos mérgezést okozhat a kálium-cianidból könnyen felszabaduló hidrogén-cianid belégzése is.

## Előállítása
Hidrogén-cianidból állítják elő kálium-hidroxiddal való közömbösítéssel.
{\displaystyle \mathrm {HCN+KOH\rightarrow KCN+H_{2}O} }

## Felhasználása
A kálium-cianidot főként az arany kőzetekből való kioldására használják. Az aranytartalmú kőzetet porrá törik. A benne található arany levegő jelenlétében kálium-cianid hatására komplex vegyületté, kálium-arany-cianiddá alakul. Ez a vegyület vízben feloldódik, az arany így elválasztható a kőzettörmeléktől. Felhasználják szerves kémiai szintéziseknél is.